# Fleurey-lès-Saint-Loup
 Fleurey-lès-Saint-Loup  es una población y comuna francesa, situada en la región de Franco Condado, departamento de Alto Saona, en el distrito de Lure y cantón de Saint-Loup-sur-Semouse.

## Demografía
| 108 | 125 | 149 | 157 | 154 | 143 |
| Para los censos de 1962 a 1999 la población legal corresponde a la población sin duplicidades (Fuente: INSEE [Consultar]) |     |     |     |     |     |